# Даунтаун
Даунта́ун (англ. downtown, дословно — «нижний город») — центральная часть североамериканского города, где расположены главным образом деловые (офисы, банки) и развлекательные объекты. Иногда под даунтауном просто понимается деловая часть города. Термин применяется главным образом в США и Канаде.

## Этимология
Термин для обозначения данной части города возник в Нью-Йорке, где он используется с 1830-х годов для того, чтобы отличить район южного Манхэттена. Исторически Нью-Йорк начал своё развитие в южной части острова Манхэттен, продвигаясь по мере своего развития с юга на север, то есть вверх, если смотреть по карте. Соответственно, на карте это выглядело как низ (англ. down) и верх (англ. up). Поэтому для того, чтобы различать старую (главную) и новую (развивающуюся) часть города, стали говорить даунтаун (downtown) и аптаун (uptown).
Позднее этот термин получил широкое распространение в Соединённых Штатах Америки и Канаде как обозначение главной, деловой части города. В начале XX в. слово было включено в словари американского английского как слово, обозначающее центральную, деловую часть города.

## Современный даунтаун
Современный даунтаун северо-американских городов представляет собой, как правило, самую высотную (в смысле высоты строений) часть города. Начиная с послевоенных лет, развитие американских городов шло таким образом, что жители расселялись преимущественно в пригородах, в своих (малоэтажных) домах. А в центр города ездили на работу, в офисы многочисленных компаний. Это стало возможно благодаря широко развитой сети автодорог, связывающих центр города и пригороды удобным автомобильным сообщением.
В современных условиях слово «даунтаун» используется в США, наряду с обозначением делового центра города, как обозначение географического направления. Например, говоря «даунтаун», имеют в виду южное направление, а говоря «аптаун», подразумевают северное направление.

## Галерея
- Даунтаун Манхэттена, 1931
- Даунтаун Лос-Анджелеса
- Даунтаун Далласа, Техас, США
- Даунтаун Чикаго. Чикаго Луп
- Вид на Даунтаун Хьюстона из Тинсли Парка
- Вид на  даунтаун ночного Денвера, Колорадо, США
- Вид на даунтаун Монреаля, Канада
- Даунтаун Торонто, Канада
- Даунтаун Сиэтла, штат Вашингтон, США
- Даунтаун Ванкувера, Канада
- Даунтаун Сан-Франциско, Калифорния, США
- Вид на даунтаун Лас-Вегаса с башни Стратосфера